# Bernard Valdeneige
Bernard Valdeneige est un acteur français.
Issu du Conservatoire national supérieur d'art dramatique, il fait carrière au théâtre et obtient en 1980 le prix de la critique.

## Théâtre
- Deburau de Sacha Guitry, mise en scène Jacques Rosny, avec Robert Hirsch
- Le Passe-muraille de Didier van Cauwelaert, avec Francis Perrin et Ginette Garcin, mise en scène Alain Sachs
- Frédérick d'Éric-Emmanuel Schmitt, mise en scène Bernard Murat, avec Jean-Paul Belmondo
- Zoo ou l'Assassin philanthrope de Vercors, mise en scène Jean-Paul Tribout

## Filmographie

### Cinéma
- 1976 : La ville est à nous de Serge Poljinsky - William Borderie
- 1980 : Voulez-vous un bébé Nobel ? de Robert Pouret - Gilbert

### Télévision
- 1975 : Le Péril bleu de Jean-Christophe Averty - Robert Collin
- 1976 : Le Château des Carpathes de Jean-Christophe Averty  (téléfilm) - Nic Deck
- 1978 : Le Dernier Train de Jacques Krier
- 1982 : Les Cinq Dernières Minutes de Jean Chapot, La tentation d'Antoine
- 1982 : Paris-Saint-Lazare (série télévisée)
- 1988 : Les Cinq Dernières Minutes Pour qui sonne le jazz de Gérard Gozlan
- 1989 : Les Enquêtes du commissaire Maigret, épisode : Jeumont, 51 minutes d'arrêt de Gilles Katz
- 1991 : L'Alerte rouge de Gilles Katz (téléfilm) -  Bessombes

## Doublage

### Cinéma

#### Films
- 2004 : L'Exorciste : Au commencement :  Jefferies (Alan Ford)

### Télévision

#### Série télévisée d'animation
- Jackie Chan : Ratso